# Cộng hòa Xô viết Xã hội chủ nghĩa Byelorussia
Cộng hòa Xô viết Xã hội chủ nghĩa Byelorussia, (Tiếng Belarus: Сацыялiстычная Савецкая Рэспублiка Беларусь, La tinh hóa: Sacyjalistyčnaja Savieckaja Respublika Biełaruś; Tiếng Nga: Социалистическая Советская Республика Белоруссия / ССРБ, La tinh hóa: Sotsialističeskaja Sovetskaja Respublika Belorussija / SSRB) là một nhà nước cộng hòa tồn tại trong phần lãnh thổ lịch sử của Belarus trong vòng khoảng 1 tháng kể từ sự sụp đổ của Đế quốc Nga sau Cách mạng tháng Mười.

## Thành lập lần đầu
Cộng hòa Xô viết Xã hội chủ nghĩa Byelorussia được thành lập vào ngày 1 tháng 1 năm 1919 ở Smolensk sau khi Hồng quân Xô viết tiến quân vào Belarus sau sự rút lui quân đội Đức, những người vốn đã kiểm soát vùng này sau Hòa ước Brest-Litovsk năm 1918. Cộng hòa này đã thay thế Cộng hòa Nhân dân Belarus trước đó và bao gồm các tỉnh Smolensk, Vitebsk, Mogilev, Minsk, Grodno và Vilna của Đế quốc Nga cũ.
Nó được coi là một nước cộng hòa đệm bởi những người Bolshevik. Do đó, sau 1 tháng, Cộng hòa đã bị giải thể, với các tỉnh Smolensk, Vitebsk và Mogilev được sáp nhập vào Cộng hòa Xã hội chủ nghĩa Xô viết Liên bang Nga (Nga Xô viết), và phần còn lại sáp nhập vào Cộng hòa Xã hội chủ nghĩa Xô viết Litva để lập nên một nước cộng hòa đệm khác là Cộng hòa Xã hội chủ nghĩa Xô viết Litva–Byelorussia trước khi chính cộng hòa này bị giải thể sau khi Ba Lan chiếm được phần lớn lãnh thổ Litva trong cuộc Chiến tranh Nga-Ba Lan năm 1919-1921.

## Thành lập lần hai
Cộng hòa Xô viết Xã hội chủ nghĩa Byelorussia được tái lập vào ngày 31 tháng 7 năm 1920 và trở thành một trong bốn thành viên sáng lập ra Liên bang Xô viết ngày 30 tháng 12 năm 1922. Năm 1936, cộng hòa được đổi tên thành Cộng hòa Xã hội chủ nghĩa Xô viết Byelorussia, và giữ nguyên cái tên này với tư cách là một cộng hòa thành viên của Liên bang Xô viết tới khi Belarus tuyên bố độc lập ngày 25 tháng 8 năm 1991 và đổi tên là Cộng hòa Belarus ngày 19 tháng 9 cùng năm.